# Коллибия пятнистая
Коллибия пятнистая (также денежка пятнистая, родоколлибия пятнистая; лат. Rhodocollybia maculata) — гриб семейства Негниючниковые (Marasmiaceae). Типовой вид рода Родоколлибия. Ранее входила в род Коллибия (Collybia) семейства Рядовковые (Tricholomataceae).

## Синонимы
- Agaricus maculatus Alb. & Schwein. 1805basionym
- Agaricus maculatus var. scorzonereus Fr. 1838
- Agaricus mollis Batsch 1783, nom. illeg.
- Collybia maculata (Alb. & Schwein.) P. Kumm. 1871
- Collybia maculata var. immutabilis A.H. Sm. 1944
- Collybia maculata var. longispora (Antonin & Noordel.) Bon 1998
- Collybia maculata var. occidentalis A.H. Sm. 1944
- Collybia maculata var. scorzonerea (Fr.) Gillet 1876

## Описание

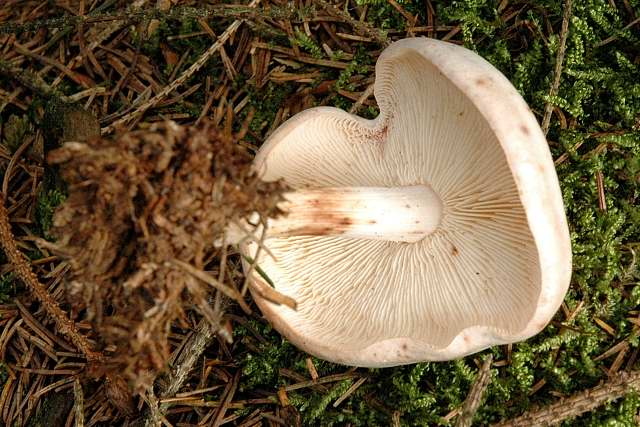
Пластинки коллибии пятнистой.

- Шляпка 3,5—10 см в диаметре, у молодых грибов выпуклой формы, затем раскрывается до широко-выпуклой и почти плоской, иногда с небольшой возвышенностью в центре, гладкая, слизистая или сухая, сначала розовато-кремовая, затем белая, у старых грибов покрывается бурыми прожилками и пятнами.
- Мякоть белого цвета, со слабым неприятным запахом и горьким вкусом.
- Гименофор пластинчатый, пластинки приросшие к ножке, часто расположенные, белого, кремового или жёлтого цвета, у старых грибов с ржаво-бурыми пятнами.
- Ножка 5—12 см длиной и 1—1,3 см толщиной, более или менее ровная, полая, продольно-разлинованная, белого, реже жёлтого цвета, с возрастом покрывается ржаво-коричневыми пятнами.
- Споровый порошок розово-кремового или желтоватого цвета. Споры 5,5—7×5—6 мкм, шаровидной или почти шаровидной формы, гладкие, неокрашенные, нередко декстриноидные.
- Считается несъедобным грибом из-за сильного горького вкуса.

## Экология
Встречается одиночно или небольшими группами, иногда образует «ведьмины кольца», на гниющем опаде и древесине в хвойных и смешанных лесах.

## Сходные виды
- Tricholoma inamoenum (Fr.) Gillet 1874 не покрывается пятнами с возрастом.